# Alberto Núñez Feijóo

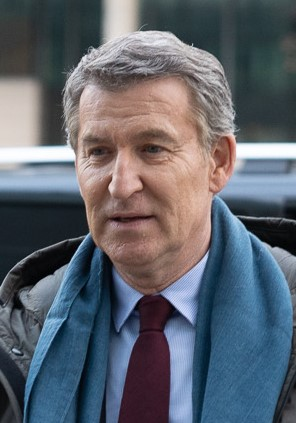
Alberto Núñez Feijóo (2025)

Alberto Núñez Feijóo (* 10. September 1961 in Ourense) ist ein spanischer Politiker. Er ist seit 2022 Vorsitzender der konservativen Partido Popular und Oppositionsführer. Von 2009 bis 2022 war er Präsident der Autonomen Region Galicien.

## Werdegang
Núñez Feijóo ist Absolvent der Rechtswissenschaften der Universität Santiago de Compostela und Beamter des Obersten Organs der Generalverwaltung der Xunta de Galicia. Er begann seinen beruflichen Werdegang 1991 als technischer Generalsekretär des galicischen Ministeriums für Landwirtschaft und Viehzucht. Ab 1996 war er in der Regierung von José María Aznar Direktor des Nationalen Gesundheitsinstituts (Insalud) und der staatlichen Post in Madrid. Außerdem war er in den Vorständen öffentlicher und privater Unternehmen wie der ehemaligen Empresa Nacional de Autopistas und der Fábrica Nacional de Moneda y Timbre tätig.
2005 wurde Núñez Feijóo Mitglied des galicischen Parlaments. Seitdem er 2006 die Nachfolge von Manuel Fraga antrat, errang er vier absolute Mehrheiten bei Regionalwahlen errungen, die letzte bei den galicischen Wahlen 2020. Feijóo vom 18. April 2009 bis zum 13. Mai 2022 Präsident der Regionalregierung von Galicien. Er war zudem von 2006 bis 2022 Präsident der PP Galiciens. Seit April 2022 ist er Präsident der Partido Popular (PP); sein Vorgänger Pablo Casado war am 4. April 2022 von diesem Posten zurückgetreten. 2022 wurde Feijóo als einer der vom galicischen Parlament ernannten Senatoren in den Senat berufen, dem er bis 2023 angehörte.
Feijóo war der PP-Spitzenkandidat bei den vorgezogenen Parlamentswahlen am 23. Juli 2023. Die PP siegte dabei vor der regierenden PSOE, ohne jedoch eine absolute Mehrheit zu erlangen. Feijóo wurde bei der Parlamentswahl in den Abgeordnetenkongress gewählt. Am 22. August 2023 beauftragte König Felipe VI. Feijóo mit der Bildung einer neuen Regierung. Feijóo konnte jedoch keine Regierungsmehrheit formen, woraufhin erneut Pedro Sánchez zum Ministerpräsidenten gewählt wurde. Feijóo übernahm die Rolle des Oppositionsführers im Parlament.

## Vorwürfe und Kontroversen
Auf einer Wahlkampfveranstaltung am 20. Juli 2023 beschuldigte er die Arbeitsministerin Yolanda Díaz, die spanischen Beschäftigungszahlen zu verfälschen. Außerdem sagte er: „Wenn ich mir die stellvertretende Ministerpräsidentin ansehe, die für Arbeit zuständig ist, dann weiß sie viel über Schminke“. Dieser Kommentar wurde zum Teil als sexistisch kritisiert.
Auch vor der Parlamentswahl 2023 wurde in den spanischen Medien eine mögliche Verbindung von Feijóo mit dem Drogenhändler Marcial Dorado diskutiert. Diese Berichterstattung ging unter anderem auf einen bereits 2013 erschienenen Artikel in der spanischen Zeitung El País zurück. In dem Artikel wurden Bilder gezeigt, die beide auf einer Yacht zeigen.

## Privates
Feijóo ist seit 2013 mit der ehemaligen Inditex-Managerin Eva Cárdenas verheiratet. Sie haben einen gemeinsamen Sohn, Alberto (* 2017).